# Jessica Monroe
Jessica Monroe (nacida Jessica Gonin, Palo Alto, Estados Unidos, 31 de mayo de 1966) es una deportista canadiense que compitió en remo.
Participó en dos Juegos Olímpicos de Verano, obteniendo en total tres medallas, dos de oro en Barcelona 1992, en cuatro sin timonel y ocho con timonel, y plata en Atlanta 1996, en ocho con timonel.
Ganó tres medallas en el Campeonato Mundial de Remo, en los años 1991 y 1997.

## Palmarés internacional
| Juegos Olímpicos   | Juegos Olímpicos         | Juegos Olímpicos | Juegos Olímpicos   |
| Año                | Lugar                    | Medalla          | Prueba             |
| ------------------ | ------------------------ | ---------------- | ------------------ |
| 1992               | Barcelona (España)       | Medalla de oro   | Cuatro sin timonel |
| 1992               | Barcelona (España)       | Medalla de oro   | Ocho con timonel   |
| 1996               | Atlanta (Estados Unidos) | Medalla de plata | Ocho con timonel   |
| Campeonato Mundial |                          |                  |                    |
| Año                | Lugar                    | Medalla          | Prueba             |
| 1991               | Viena (Austria)          | Medalla de oro   | Cuatro sin timonel |
| 1991               | Viena (Austria)          | Medalla de oro   | Ocho con timonel   |
| 1997               | Aiguebelette (Francia)   | Medalla de plata | Ocho con timonel   |